# Królewna Złoty Loczek
Królewna Złoty Loczek / Lady Złote Loki (ang. Lady Lovely Locks And The Pixietails, 1987) – amerykański serial animowany opowiadający o przygodach Królewny Złoty Loczek z Krainy Złotych Loków.

## Fabuła
W wyniku intryg swojej rywalki księżnej Kruczowłosej Królewna pozostaje z dala od swojego królestwa. Nawet nie wie, że grozi jej wielkie niebezpieczeństwo. Kiedy zostaje porwana przez Futrzaka, książę ratuje ją z opresji. Królewna Złoty Loczek musi jednak zmierzyć się z księżną Kruczowłosą. Ale w tej walce nie może liczyć na pomoc przyjaciół. Książę ma prawo do wypowiedzenia jednego życzenia. Pierwszym, które przychodzi mu do głowy, jest małżeństwo z królewną. Kiedy jednak dowiaduje się, że jego przyjaciele znaleźli się w niewoli, postanawia wykorzystać swoje życzenie, aby ich uwolnić.

## Postacie
- Królewna Złoty Loczek (Lady Złote Loki) – główna bohaterka kreskówki. Mieszka w Krainie Złotych Loków, gdzie ma trzech przyjaciół – Chochlików. Ma największą rywalkę, księżną Kruczowłosą. Ma złote włosy, niebieskie oczy i nosi różową sukienkę.
- Chochliki (Magiczne ogonki) – przyjaciele Królewny Złoty Loczek. Są króliczkami z końskimi ogonami.
- Mała Grzywka – przyjaciółka Królewny Złoty Loczek. Ma brązowe włosy, niebieskie oczy i nosi błękitną sukienkę. Chochliki Małej Grzywki są wiewiórkami.
- Rudowłosa – przyjaciółka Królewny Złoty Loczek. Ma rude włosy, zielone oczy i nosi żółtą sukienkę. Chochliki Rudowłosej są jako ptaki.
- Mistrz Światła – ślepy, ale bardzo mądry i potężny czarnoksiężnik, mentor Królewny Złoty Loczek i jej przyjaciół. Często pomaga Królewnie swoją magiczną mocą. Podobno Królewna Złoty Loczek przyjęła księcia po tym, jak Mistrz Światła został przeklęty.
- Książę Strongheart – jest człowiekiem, ale w wyniku straszliwej klątwy został zamieniony w psa. Często pomaga przyjaciołom Królewny, a kiedy to Królewna jest w niebezpieczeństwie, pomoc przyjaciołom Królewny odstawia na bok.
- Księżna Kruczowłosa (Księżna Krucze Loki) – rywalka Królewny Złoty Loczek. Ma czarne włosy, brązowe oczy i nosi fioletową sukienkę. Próbuje zdobyć włosy Królewny Złoty Loczek, ale nie zawsze się jej udaje.
- Futrzak – sługa księżnej Kruczowłosej. Trochę niezdarny.
- Gnomy – słudzy księżnej Kruczowłosej, przeciwnicy Chochlików. Są bardzo psotne i złośliwe, ale leniwe i nieodpowiedzialne podczas wykonywanego planu. Mają również tendencję do wkurzania się, kiedy coś nie pójdzie po ich myśli. Tak samo jak Chochliki, też mają magiczne moce, wśród których jest atak błyskawicy.

## Wersja polska

### Lektor
Lady Złote Loki – wersja wydana na kasetach VHS z angielskim  dubbingiem i polskim lektorem, którym był Janusz Szydłowski.

### Dubbing
Królewna Złoty Loczek – wersja z polskim dubbingiem. Premiera w Jetix Play odbyła się 8 grudnia 2005 roku (odcinki 1-10).
Wcześniej serial można było oglądać w TVN (Bajkowe kino) i Jetix Play. Inny tytuł to: Złotowłosa.
Opracowanie i udźwiękowienie wersji polskiej: na zlecenie Fox Kids – Studio Eurocom

Reżyseria: Dobrosława Bałazy

Dialogi: Dariusz Paprocki

Dźwięk i montaż: Jacek Kacperek

Kierownictwo produkcji: Marzena Wiśniewska

Udział wzięli:
- Cynthia Kaszyńska – Królewna Złoty Loczek
- Anna Apostolakis – Księżna Kruczowłosa
- Małgorzata Olszewska
- Justyna Zbiróg
- Ania Wiśniewska
- Joasia Kacperek
- Marta Kacperek
- Jerzy Rogowski
- Jacek Czyż
- Józef Mika
- Dariusz Błażejewski
- Waldemar Błaszczyk
- Marcin Jakimiec

Lektor: Daniel Załuski

## Odcinki
Serial liczy 10 odcinków po 2 epizody 11-minutowe. Odcinki 5, 6 i 7 nie mają polskiego tytułu, w tabeli podany jest tytuł wynikający z kontekstu odcinka.

### Spis odcinków
| N/o            | Polski tytuł (dubbing)       | Angielski tytuł           |
| -------------- | ---------------------------- | ------------------------- |
|                |                              |                           |
| SERIA PIERWSZA |                              |                           |
|                |                              |                           |
| 01             | W obronie królestwa          | To Save My Kingdom        |
| 01             | Fałszywy baron               | Cruel Pretender           |
|                |                              |                           |
| 02             | Zniknięcie                   | Vanished                  |
| 02             | Kość życzeń                  | The Wishing Bone          |
|                |                              |                           |
| 03             | Lustrzane jezioro            | The Lake of Reflections   |
| 03             | Zaufanie                     | The Bundle                |
|                |                              |                           |
| 04             | Śpiący olbrzym               | The Discovery             |
| 04             | Potwór z jeziora zwierciadeł | The Menace of Mirror Lake |
|                |                              |                           |
| 05             | (Złamane serce Księcia)      | Prince’s Broken Heart     |
| 05             | (Lodowaty człowiek)          | The Iceman Cometh         |
|                |                              |                           |
| 06             | (Szlachetny deredaktor)      | The Noble Deed            |
| 06             | (Wątpliwość)                 | The Doubt                 |
|                |                              |                           |
| 07             | (Smocze drzewo)              | The Dragon Tree           |
| 07             | (Zdobycie)                   | The Capture               |
|                |                              |                           |
| 08             | Pełnia                       | Blue Moon                 |
| 08             | Wyścig                       | The Rallye                |
|                |                              |                           |
| 09             | Źródło mocy                  | The Power & The Glory     |
| 09             | Wolność                      | The Keeper                |
|                |                              |                           |
| 10             | Ognista kula                 | Fire In The Sky           |
| 10             | Podstępny plan               | To Take A Castle          |
|                |                              |                           |

## Streszczenia odcinków
03. Lustrzane jezioro/Zaufanie
W odcinku pierwszym Futrzak przy użyciu magii zamienia jezioro w lód wraz z odbiciem Królewny Złoty Loczek. W drugim odcinku Futrzak zostaje wyrzucony z zamku Kruczowłosej i wprowadza się do zamku Królewny Złoty Loczek.
08. Pełnia/Wyścig
W odcinku pierwszym stanie się coś niebezpiecznego nad Krainą Złotych Loków. W odcinku drugim Królewna będzie musiała stanąć do wyścigu z Kruczowłosą i Futrzakiem, a stawka jest wielka – pałac.
09. Źródło mocy/Wolność
W odcinku pierwszym Futrzak wywołuje trzęsienie ziemi, i kradnie dla Kruczowłosej kulę magika… W odcinku drugim do królestwa przyjeżdża nieznajomy, który jest właścicielem smoka Królewny, i chce go zabrać na zawsze…